# Tuzlanski muftiluk
Tuzlanski muftiluk, muftijstvo Islamske zajednice u Bosni i Hercegovini koje djeluje na području Bosne i Hercegovine. Sjedište muftijstva je u Tuzli. Trenutačni muftija je Vahid ef. Fazlović (od 2012.).

## Organizacija
Tuzlanskom muftiluku pripada 23 medžlisa (odbora) Islamske zajednice i to su: Banovići, Bijeljina, Bosanski Šamac, Bratunac, Brčko, Čelić, Gornja Tuzla, Gračanica, Gradačac, Janja, Kalesija, Kladanj, Modriča, Odžak, Orašje, Puračić (Lukavac), Srebrenica, Srebrenik, Teočak, Tuzla, Vlasenica, Zvornik i Živinice, koji su dalje podijeljeni na džemate. Džemati čine najmanje organizacione jedinice Islamske zajednice.
Na području Tuzlanskog muftiluka djeluje i šest ustanova Islamske zajednice u Bosni i Hercegovini. To su: Behram-begova medresa u Tuzli, Institut za društvena i religijska istraživanja u Tuzli, Specijalna knjižnica "Behram-beg" u Tuzli, Agencija za certificiranje halal kvalitete u Tuzli, Centar za rehabilitaciju ovisnika o psihoaktivnim supstancama u Tuzli i Vrtić Evlad u Brčkom.

## Muftije
Nepotpuna lista:
| #  | Ime i prezime         | Mandat započeo | Mandat završen | Napomene |
| -- | --------------------- | -------------- | -------------- | -------- |
| 1. | Ibrahim ef. Maglajlić | 1914.          | 1925.          |          |
| 2. | Šefket ef. Kurt       | 1925.          | 1933.          |          |
| 3. | Husein ef. Mujić      | 1975.          | 1987.          |          |
| 4. | Husein ef. Kavazović  | 1993.          | 2012.          |          |
| 5. | Vahid ef. Fazlović    | 2012.          | Trenutačno     |          |

## Vanjske poveznice
- Službene stranice Tuzlanskog muftiluka